# Cercopis nebulosa
Cercopis nebulosa is een halfvleugelig insect uit de familie schuimcicaden (Cercopidae). De wetenschappelijke naam van deze soort is voor het eerst geldig gepubliceerd in 1789 door Gmelin.